# انفجاری دولبی واک‌دار
انفجاری دولبی واک‌دار یک همخوان است. این همخوان را در الفبای آوانگاری بین‌المللی با /b/ نشان می‌دهند و برابر با حرف ب در زبان فارسی است. 